# Jesper Kemi
Jesper Andreas Kemi, född 20 juni 1967 i Trosa-Vagnhärads församling i Södermanland,  är en svensk operasångare (tenor).

## Biografi
Kemi föddes i Trosa-Vagnhärads församling 1967 men växte upp i Jokkmokk. Utbildade sig vid Framnäs musikfolkhögskola i Piteå och Kulturamas Operastudio i Stockholm. Därefter blev han efter sin andra ansökan antagen till Operahögskolan i Stockholm. Under tiden på Operahögskolan tilldelades han 1996 års Gillis Bratt-stipendium och 1997 års Carl-Axel Hallgren-stipendium.
Kemi hade 1999 titelrollen i Operahögskolans uppsättning av Jaques Offenbachs Hoffmann på Vasateatern i Stockholm. Debuten fick han dock redan 1995 i Södertäljeoperans uppsättning av Vincenzo Bellinis Sömngångerskan, där han hade rollen som Elvino. 
År 1999 spelade han huvudrollen, kung Gustaf III, i en uppsättning av Guiseppe Verdis Maskeradbalen på Värmlandsoperan. Föreställningen visades i SVT2 juldagen samma år. Den 1 juli 1999 skulle Kemi även haft en huvudroll i urpemiären av Johan Ulléns opera Ingen morgondag på Ulriksdals slottsteater. Produktionen fick dock ställas in eftersom Kemi blev sjuk.
Kemi spelade 2001 återigen för Södertäljeoperan. Denna gång i rollen som piraten Gualtiero i Bellinis opera Il pirata.
Han dubbade sångrösten till rollkaraktären Leif Bäckström (som i övrigt gestaltades av Lennart Jähkel) i filmen Jägarna (1996).